# Cuoco gentiluomo
Cuoco Gentiluomo è stato un programma televisivo prodotto da Magnolia, andato in onda nel 2007 su Real Time. Il presentatore del programma è stato Alessandro Borghese.
Il programma è andato in onda per una sola stagione di cui sono state prodotte 8 puntate.

## Format
In ciascuna puntata lo chef Alessandro Borghese si presenta a casa di una donna famosa del mondo dello spettacolo o dello sport e prepara un particolare menu per la sua ospite, che poi cenerà assieme a lui davanti alle telecamere. Durante la cena l'ospite viene intervistata dal presentatore 
su diversi argomenti della sua vita privata e dello spettacolo in generale.

### Elenco delle ospiti
- Giada de Blanck
- Carlotta Natoli
- Tessa Gelisio
- Francesca Piccinini
- Chiara Conti
- Sabina Negri
- Chiara Gamberale
- Cecilia Dazzi